# معاهده پاریس (۱۸۵۶)

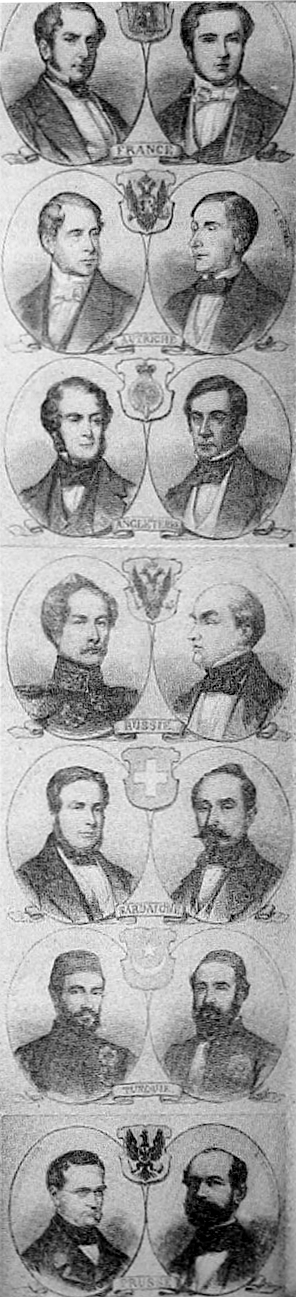
تصویر شرکت‌کنندگان معاهده پاریس

معاهده پاریس سال ۱۸۵۶ میلادی پیمانی بود که پس از پایان جنگ کریمه به امضاء طرفین درگیر رسید. جنگی که در یک‌سوی آن امپراتوری روسیه قرار داشت و در سوی دیگر آن امپراتوری عثمانی، بریتانیا، امپراتوری دوم فرانسه و پادشاهی ساردنی. امضای این پیمان در ۳۰ مارس ۱۸۵۶ میلادی در کنگره پاریس صورت‌گرفت. به موجب این پیمان، دریای سیاه به منطقه‌ای بی‌طرف و غیرنظامی تبدیل شد و همچنین تمامیت ارضی امپراتوری عثمانی به رسمیت شناخته شد. امپراتوری روسیه به ناچار این پیمان را امضاء‌کرد. امپراتوری روسیه ۱۴ سال بعد این پیمان را نقض‌کرد.
این پیمان به خاطر منع تبعیض نژادی، منع تبعیض مذهبی و ارائه میانجی‌گری اجباری به عنوان راه‌حل، یکی از نخستین تلاش‌ها برای حمایت از حقوق اقلیت‌ها و وضع حقوق بشر بین‌المللی به‌شمار می‌آید.

## نگارخانه

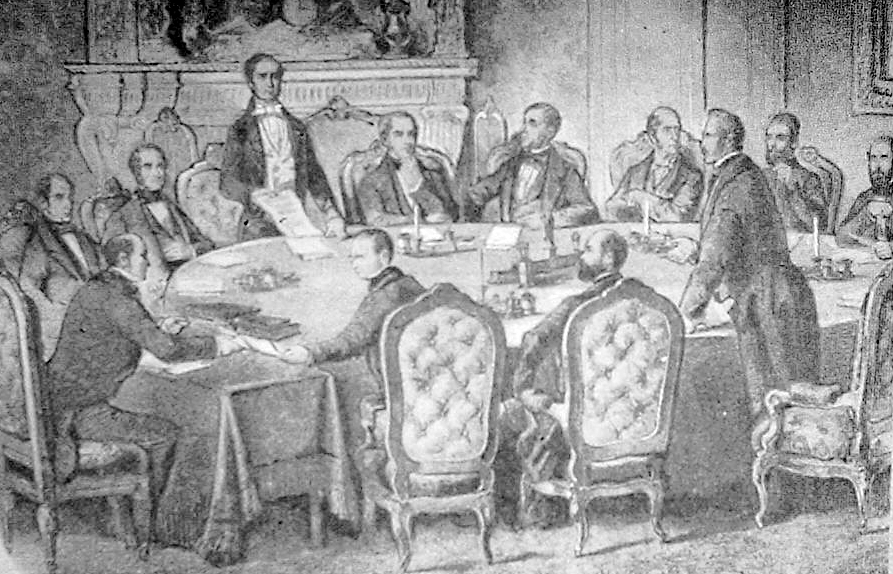